# جيف ستراسر
جيف ستراسر (بالفرنسية: Jeff Strasser)‏ (مواليد 5 أكتوبر 1974 في موندورف ليه با) لاعب كرة قدم لوكسمبورغي دولي يجيد اللعب في خط الدفاع . يلعب حاليا لصالح نادي غراسهوبر زيوريخ السويسري منذ 2009 .

## روابط خارجية
- جيف ستراسر على موقع الاتحاد الدولي (مؤرشف)  (الإنجليزية)
- جيف ستراسر على موقع رابطة كرة القدم الفرنسية للمحترفين (الإنجليزية)
- جيف ستراسر على موقع قاعدة بيانات كرة القدم.إي يو (الإنجليزية)
- جيف ستراسر على موقع بيانات كرة القدم. دي إي (الألمانية)
- جيف ستراسر على موقع ناشيونال فوتبول تيمز (الإنجليزية)
- جيف ستراسر على موقع عالم كرة القدم.نت (الإنجليزية)
- جيف ستراسر على موقع كووورة